# Shark Jaws
Shark JAWS, auch JAWS (Shark engl. für Hai, Jaws für Kiefer), ist ein Arcade-Spiel, das 1975 von Atari veröffentlicht wurde. Es basiert auf dem Film Der weiße Hai (Originaltitel Jaws) und war das erste Spiel mit animierten Charakteren.

## Spielbeschreibung
Die Bedienung dieses schwarz/weiß-Spiels ist recht einfach. Der Spieler lenkt die Figur eines Tauchers mit Harpune und muss einen kleinen Fisch fangen, der an einer zufälligen Stelle des Bildschirms erscheint. Dabei muss er einem Hai ausweichen, der sein Maul öffnet und schließt. Für jeden erwischten Fisch erhält der Spieler Punkte, die am oberen Bildschirmrand angezeigt werden. Im Gegensatz zu den Tieren kann der Taucher nicht am Bildschirmrand herausschwimmen. Die Spieldauer kann vom Automatenaufsteller eingestellt werden und beträgt 1 bis 3 ½ Minuten. Spätere Spiele haben normalerweise eine begrenzte Anzahl von "Spielerleben".

## Hardware
Die Hardware basiert auf dem des Spiels Tank. Ein Prozessor oder RAM-Baustein wurde noch nicht verwendet. Es gab drei ROM-Bausteine für die Speicherung der Grafikdaten der drei Charaktere. Drei verschiedene, einfache Töne, sowie ein Sonargeräusch als Hintergrundmusik konnten durch ICs erzeugt werden.

## Dies und Das
Aus rechtlichen Gründen, bezüglich des gleichnamigen Films, gründete Atari die Tochter Horror Games. Neben den großen Buchstaben JAWS am Gerät wurde links daneben klein Shark hinzugefügt.
Da das Spiel über keinen Prozessor verfügt, ist es bisher noch nicht emuliert worden.
Zu sehen ist der Automat im Film Piranhas (1978), produziert von Roger Corman.